# Литвин, Антон Викторович
Анто́н Ви́кторович Литви́н (24 марта 1967, Москва, РСФСР, СССР) — российский художник, участник программы «ESCAPE program», владелец галереи «Ru.Литвин». Политолог, общественный деятель и организатор крупных культурных мероприятий чешско-русской направленности в Праге «KULTURUS».

## Биография
Родился 24 марта 1967 года в Москве. Окончил Московский финансовый институт. Искусством занимается с 1990 года.
- 1993—1995 — участник «Группы без названия»
- с 1999 — участник программы ESCAPE
- 2000 — инициатор первого фестиваля городского перформанса «Пять» в Москве
- 2000—2002 — участник группы «Лето»
- 2002 — участник Art Frankfurt (в составе ESCAPE program)
- 2002 — участник международной биеннале MANIFESTA IV, Франкфурт
- 2002 — участник международной биеннале в Цетине, Черногория
- 2003 — первая премия «Мастерская Арт Москва» — «За лучший художественный проект» (совместно с Escape program)
- 2003 — участник Prague Biennale 1
- 2005 — участник ARCO (на стенде «Русской галереи», Таллин, Эстония)
- 2005 — участник Venice biennale (в составе ESCAPE program)
- 2006 — инициатор и соучредитель первой профессиональной премии в области современного искусства «Соратник»[1]
- 2006 — номинант премии Инновация в номинации «Произведение визуального искусства»
- 2007 — номинант премии «Чёрный Квадрат»
- 2007 — номинант премии Кандинского в номинации Медиа-арт проект года
- 2008 — номинант премии Инновация в номинации «Произведение визуального искусства»

## Персональные выставки
- 1994 — «Первая подпись». Галерея «Феникс», Москва.
- 1994 — «Прессинг». Центр современного искусства, Москва.
- 1997 — «Ты Мне соблазн». Центр современного искусства, Москва.
- 1999 — «Осторожно дети или Бивис и Баттхед уже здесь!» Галерея ESCAPE, Москва.
- 2000 — «Все, что вы увидели, но не смогли остановиться». Зверевский центр, Москва.
- 2001 — «От вашей войны меня тошнит». Еврейский молодёжный центр, Москва.
- 2002 — «XI.IX» (совм. с Escape program). L-галерея, Москва.
- 2003 — «Пунктуация». Галерея Марата Гельмана, Москва.
- 2004 — «4/4» (совм. с ESCAPE program). Государственный центр современного искусства, Москва.
- 2004 — «Зеркала», галерея Гельмана, Москва.
- 2004 — «След в след». Галерея Марата Гельмана, Киев.
- 2004 — «Честь имею!» (совм. с Escape program). Галерея одной работы, Москва.
- 2005 — «Cover». Галерея фонда «Современный город», Москва.
- 2005 — «Flat art» (совм. с Escape program). Галерея Клуба коллекционеров, Москва.
- 2005 — «Из пункта А в пункт Б». Галерея С.АРТ, Москва.
- 2006 — «Экспозиция N1». Галерея ru.ЛИТVИН, АРТСтрелка, Москва.
- 2006 — «Экспозиция N2». Галерея ru.ЛИТVИН, АРТСтрелка, Москва.
- 2007 — «DieКость». Галерея ru.ЛИТVИН, АРТСтрелка, Москва.
- 2007 — «Экспозиция N3». Галерея ru.ЛИТVИН, АРТСтрелка, Москва.

## Фильмография
- 1993 — «Мазепа»
- 1993 — «Самсон и Далила»
- 1994 — «Пища для ума»
- 2000 — «Народный квадрат» (памяти К. Малевича)
- 2000 — «Осторожно дети или Бивис и Батт-Хед уже здесь!»
- 2000 — «Художник и Муза»
- 2000 — «Явь/Сон»
- 2001 — «Последний герой»
- 2002 — «A Storm» (с Escape program)
- 2002 — «Berlin, U8»
- 2002 — «Escape boutique»
- 2002 — «Montenegro»
- 2002 — «След в след»
- 2003 — «Quartett» (с Escape program)
- 2003 — «Небесная канцелярия»
- 2004 — «4/4», (с Escape program)
- 2004 — «Головокружение», (с Escape program)
- 2004 — Monstruation, (с Escape program)
- 2005 — «Chorus», (с Escape program)
- 2005 — «Реставрация»
- 2006 — «Far War»
- 2006 — «Stem by Stem», (с Escape program)
- 2007 — «From Moscow with a Night»
- 2007 — «Треугольник», (с Escape program)